# Cannae

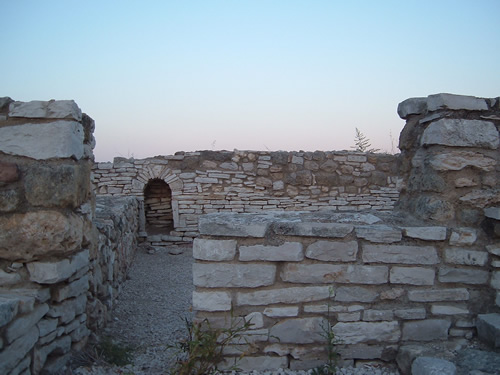
Situl arheologic Cannae

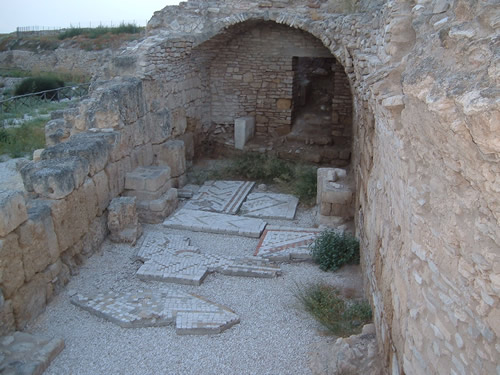
Situl arheologic Cannae

Cannae este un sit arheologic din Italia Inferioară (Apulia), la circa 9 km vest de orașul Barletta (de care aparține administrativ) și la 60 km nord-vest de orașul Bari, pe locul unde în trecut au avut loc două bătălii rămase celebre în istorie.

## Istoric
În anul 216 î.Hr. aici s-a desfășurat marea bătălie între romani și cartaginezii conduși de Hannibal. În acea vreme Cannae era principalul centru de aprovizionare al Italiei.
La 1 octombrie 1018 la Cannae s-a desfășurat bătălia dintre normanzi și bizantini, normanzii fiind învinși. Ceva mai târziu, în anul 1083, localitatea Cannae a fost distrusă definitiv de normanzi, nemaifiind ulterior reconstruită.

## Situl arheologic
- Săpăturile arheologice: „Scavi di Cane della Battaglia” (coordonate: 41.294913, 16.154845)
- Muzeul: „Parco Archeologico Cane della Battaglia” (coordonate: 41.296428, 16.151369)